# Juan Antonio Iribarren
Juan Antonio Iribarren Cabezas (Vicuña, 7 maggio 1885 – Santiago del Cile, 11 aprile 1968) è stato un politico cileno, vicepresidente del Cile nel 1946.
Dopo la morte del presidente Juan Antonio Ríos (27 giugno 1946), il vicepresidente Alfredo Duhalde Vásquez indisse nuove elezioni presidenziali e si dimise per potervi partecipare. Iribarren resse il governo del Cile dalle dimissioni di Duhalde fino all'insediamento del nuovo presidente eletto, Gabriel González Videla.